# Otter Lake
Otter Lake è un villaggio degli Stati Uniti d'America, situato nello Stato del Michigan, diviso tra la contea di Lapeer e la contea di Genesee.